# Grand Prix moto d'Ulster 1958
Le Grand Prix moto d'Ulster 1958 est la sixième manche du Championnat du monde de vitesse moto 1958. La compétition s'est déroulée le 9 août 1958 sur le Circuit de Dundrod dans le Comté d'Antrim (Irlande). C'est la 30e édition du Grand Prix moto d'Ulster et la 10e édition comptant pour le championnat du monde.

## Résultats des 500 cm³
| Pos | Pilote             | Moto      | Temps/Écart       | Points |
| --- | ------------------ | --------- | ----------------- | ------ |
| 1   | John Surtees       | MV Agusta | 1 h 42 min 36 s 2 | 8      |
| 2   | Bob McIntyre       | Norton    | + 1 min 44 s 4    | 6      |
| 3   | John Hartle        | MV Agusta | + 2 min 41 s 0    | 4      |
| 4   | Derek Minter       | Norton    | + 3 min 21 s 8    | 3      |
| 5   | Geoff Duke         | Norton    | + 3 min 43 s 6    | 2      |
| 6   | Dickie Dale        | BMW       | + 1 tour          | 1      |
| 7   | Bob Brown          | Norton    | + 1 tour          |        |
| 8   | Ralph Rensen       | Norton    | + 1 tour          |        |
| 9   | Ewan Haldane       | Norton    | + 1 tour          |        |
| 10  | Jackie Joseph Wood | Matchless | + 1 tour          |        |
| 11  | ...                | ...       |                   |        |

## Résultats des 350 cm³
| Pos | Pilote         | Moto      | Temps             | Points |
| --- | -------------- | --------- | ----------------- | ------ |
| 1   | John Surtees   | MV Agusta | 1 h 50 min 35 s 8 | 8      |
| 2   | John Hartle    | MV Agusta | + ?               | 6      |
| 3   | Terry Shepherd | Norton    | + ?               | 4      |
| 4   | Geoff Duke     | Norton    | + ?               | 3      |
| 5   | Bob McIntyre   | Norton    | + ?               | 2      |
| 6   | Derek Minter   | Norton    | + ?               | 1      |
| 7   | ...            | ...       | + ?               |        |

## Résultats des 250 cm³
| Pos | Pilote            | Moto      | Temps             | Points |
| --- | ----------------- | --------- | ----------------- | ------ |
| 1   | Tarquinio Provini | MV Agusta | 1 h 08 min 58 s 4 | 8      |
| 2   | Tommy Robb        | NSU       | + ?               | 6      |
| 3   | Dave Chadwick     | Ducati    | + ?               | 4      |
| 4   | Ernst Degner      | MZ        | + ?               | 3      |
| 5   | Horst Fügner      | MZ        | + ?               | 2      |
| 6   | Dickie Dale       | NSU       | + ?               | 1      |
| 7   | ...               | ...       | + ?               |        |

## Résultats des 125 cm³
| Pos | Pilote           | Moto       | Temps         | Points |
| --- | ---------------- | ---------- | ------------- | ------ |
| 1   | Carlo Ubbiali    | MV Agusta  | 57 min 45 s 6 | 8      |
| 2   | Luigi Taveri     | Ducati     | + ?           | 6      |
| 3   | Dave Chadwick    | Ducati     | + ?           | 4      |
| 4   | Alberto Gandossi | Ducati     | + ?           | 3      |
| 5   | Horst Fügner     | MZ         | + ?           | 2      |
| 6   | Arthur Wheeler   | FB Mondial | + ?           | 1      |
| 7   | ...              | ...        | + ?           |        |